# Pholcus berlandi
Pholcus berlandi là một loài nhện trong họ Pholcidae. Loài này được phát hiện ở Sénégal.